# Râul Cubleș, Bozolnicu
Râul Cubleș este un curs de apă, afluent al râului Bozolnicu în județul Sălaj